# Peika Bes
Peika Bes és una cantant valenciana nascuda a Bétera (el Camp de Túria) el 1961.
Començà cantant en pubs de València i participà en diversos festivals durant els anys vuitanta del segle xx. Va intervindre, juntament amb Al Tall, en la campanya institucional Cançó 87, i representà València junt al grup Trullans en la Trobada de Música del Mediterrani. Els únics enregistraments discogràfics amb què compta són els que resulten de la seua col·laboració en l'àlbum col·lectiu Quart Creixent (1990) amb una sola cançó ("El cafè"), en el disc en directe (el número 5 de les Trobades de Cançó del Mediterrani), i en el disc de 1998 Salvem el Botànic.